# والتر فروست
والتر فروست (بالإنجليزية: Walter Frost)‏ (21 مارس 1873 في المملكة المتحدة - 1 يناير 1955) هو لاعب كرة قدم بريطاني في مركز الوسط. لعب مع نادي ميدلزبره.